# 諾基
5°52′5″S 13°25′57″E / 5.86806°S 13.43250°E
諾基（法語：Noqui），是安哥拉的城鎮，位於該國西北部，由薩伊省負責管轄，處於剛果河畔，面積5,275平方公里，2014年該城鎮人口22,826，人口密度每平方公里4人。